# Leon Poeplau
Leon Poeplau (ur. 14 czerwca 1910 w Rolbiku, zm. 28 sierpnia 1940 w obozie koncentracyjnym Auschwitz) – duchowny katolicki, duszpasterz środowisk młodzieżowych, założyciel i pierwszy przywódca organizacji konspiracyjnej Ruch „Miecz i Pług”, ps. „Wolan”, „Wolanin”.

## Życiorys
Był synem Wojciecha Poeplau i Klary z domu Makowskiej. Jego rodzina była pochodzenia francuskiego. Uczył się w szkole powszechnej w Rolbiku, a następnie w Kończewicach. Uczęszczał do Państwowego Gimnazjum w Chełmży, w którym w czerwcu 1928 zdał maturę. Wstąpił do Seminarium Duchownego w Pelplinie, gdzie 17 grudnia 1932 otrzymał święcenia kapłańskie.

### Praca zawodowa i działalność społeczna
Od stycznia 1933 był wikariuszem w Golubiu nad Drwęcą, a od lipca 1933 do 1935 – w Gdyni. Był także wikariuszem katedralnym w Pelplinie. Pracował z młodzieżą, głównie wywodzącą się ze środowisk robotniczych. Podczas wakacji organizował jej obozy letnie. Wzorował się na postawie księży francuskich, sprawujących opiekę duszpasterską wśród robotników. Był zwolennikiem równouprawnienia społecznego i materialnego.
W tym czasie rozpoczął studia na Wydziale Matematyczno-Przyrodniczym Uniwersytetu Warszawskiego. Został wówczas członkiem organizacji Juventus Christiana. Studiowanie przerwał wybuch II wojny światowej.

### II wojna światowa
Podczas działań wojennych ksiądz Poeplau służył ochotniczo jako kapelan w oddziałach Samodzielnej Grupy Operacyjnej „Polesie” gen. Franciszka Kleeberga. Zamierzał przejść do Rumunii, ale przeszkodziły mu wojska sowieckie. Po kapitulacji SGO „Polesie” dostał się do niewoli niemieckiej. Przebywał w obozie jenieckim w Radomiu, skąd został szybko zwolniony. Powrócił do Warszawy, gdzie około 20-25 października 1939 r. założył organizację konspiracyjną Ruch „Miecz i Pług”, na czele której stanął. Jednocześnie był kapłanem w stołecznej parafii św. Zbawiciela. W kwietniu 1940 r. był współorganizatorem Komitetu Porozumiewawczego Organizacji Niepodległościowych, do którego wprowadził swoją organizację. W ramach KPON reprezentował także konspiracyjne koła Juventus Christiana. Z tego tytułu miał się zajmować pomocą wysiedlonym z Pomorza. 3 lipca 1940 został aresztowany przez Niemców i osadzony na Pawiaku. Wielokrotnie namawiano go do podpisania volkslisty, ale zawsze odmawiał. 14 sierpnia wywieziono go do niemieckiego obozu koncentracyjnego Auschwitz, gdzie 28 sierpnia zmarł. Urna z jego prochami została pochowana w grobowcu rodzinnym w Chełmży.
W 2009 szkoła podstawowa w Kończewicach (gmina Chełmża) przyjęła imię księdza Leona Poeplau.